# Manchita
Manchita – gmina w Hiszpanii, w prowincji Badajoz, w Estramadurze, o powierzchni 38,23 km². W 2011 roku gmina liczyła 765 mieszkańców.